# Miss Me (Mohombi)
Miss Me è un brano musicale del cantautore svedese Mohombi estratto come secondo singolo dal suo album di debutto, MoveMeant. È stato pubblicato il 28 ottobre 2010 dalla Island Records, e figura il featuring del rapper statunitense Nelly. Il brano è stato scritto da RedOne, AJ Junior, Mohombi, Ilya Salmanzadeh, Cornell Haynes Jr e prodotto da RedOne.

## Tracce
Download digitale
1. Miss Me (feat. Nelly) - 3:21
2. Miss Me (Future Freakz Remix) - 5:49
3. Miss Me (Wizzy Wow Remix) - 3:09
4. Miss Me (Future Freakz Edit) - 2:46

## Classifiche
| Classifica (2010) | Posizione massima |
| ----------------- | ----------------- |
| Regno Unito       | 66                |